# Apolline Henriot
Apolline Henriot, née Apolline Godinot le 30 novembre 1775 à Reims, où elle meurt le 26 avril 1859, est une entrepreneuse française, fondatrice de la maison de Champagne Henriot.

## Biographie
Apolline Godinot nait à Reims le 30 novembre 1775. Elle est la fille de Jean-Baptiste Godinot et de Nicolle Prudhomme, ainsi que l'arrière-arrière-petite-nièce du chanoine Jean Godinot,,. En 1794, elle épouse Nicolas-Simon Henriot, descendant d'une famille de vignerons,,, qui décède en 1805. En 1808, elle fonde à Reims l'édifice Veuve Henriot,,. Chronologiquement, 11e dans la création des maisons de champagne.
Apolline voyage dans toute la France, et aussi, principalement, en Angleterre et en Hollande, où elle présente les échantillons de ses meilleurs crus. En 1850, le champagne Henriot est déclaré fournisseur officiel de la cour impériale et royale d'Autriche, devenant l'un des favoris de l'Empire austro-hongrois,. Elle décède à Reims le 26 avril 1859.

## Descendance
- Son arrière-arrière-petit-fils, Philippe Henriot, (Reims, 7 janvier 1889 - Paris, 28 juin 1944) député de la Gironde et secrétaire d'état à l'information du régime de Vichy.